# Arroyo Marín
Arroyo Marín är en ort i Mexiko.   Den ligger i kommunen Las Choapas och delstaten Veracruz, i den sydöstra delen av landet, 600 km öster om huvudstaden Mexico City. Arroyo Marín ligger 27 meter över havet och antalet invånare är 145.
Terrängen runt Arroyo Marín är platt söderut, men norrut är den kuperad. Runt Arroyo Marín är det ganska glesbefolkat, med 29 invånare per kvadratkilometer. Närmaste större samhälle är Alto Uxpanapa, 10,3 km nordost om Arroyo Marín. Omgivningarna runt Arroyo Marín är en mosaik av jordbruksmark och naturlig växtlighet.